# Naturalizm (filozofia)
Naturalizm (łac. natura, fr. naturalisme) – wspólna nazwa powiązanych poglądów filozoficznych:
- naturalizm ontologiczny głosi, że istnieje wyłącznie rzeczywistość materialna (natura), czasoprzestrzenna, bez zewnętrznej racji istnienia. Rzeczywistość duchowa albo nie istnieje albo jest sprowadzalna do natury (materii). Naturalizm tłumaczy całość zjawisk działaniem praw przyrody;
- naturalizm metodologiczny każe wyjaśniać wszystkie zjawiska w odwołaniu wyłącznie do sfery przyrody, przez przyczyny naturalne[1].

W naturalizmie postuluje się zwrócenie całej uwagi na świat przyrody oraz na człowieka i jego dzieła, jest on wtedy bliski humanizmowi. W etyce przejawia się w liberalizmie. 
W swoich różnych formach zaprzecza istnieniu odrębnego od materii umysłu ludzkiego, duchowej natury człowieka, idei rozumianych na sposób platoński, świata ponadnaturalnego, Boga czy świata duchowego.
Cechy naturalizmu posiadają:
1. funkcjonalizm
2. marksizm
3. teoria Petrażyckiego

## Geneza
Termin „naturalizm metodologiczny” we współczesnym znaczeniu wprowadził do filozofii nauki Paul de Vries.